# Fábio Virginio de Lima
Fábio Virginio de Lima (en árabe: فابيو دي ليما‎) (nacido el 30 de junio de 1993) es un jugador de fútbol de la asociación profesional que juega en el Al Wasl. Nacido en Brasil, Lima representa a los Emiratos Árabes Unidos a nivel internacional.

## Carrera de club

### Associação Desportiva Recreativa Cultural Icasa
Su carrera profesional comenzó en Icasa, en el Campeonato Brasileño de Serie B. En su temporada de debut, a menudo fue suplente en 11 partidos.

### Atlético Clube Goianiense
Después de solo una temporada se mudó al Atlético Goianiense, donde llegó a algunas apariciones en el Campeonato Goiano en su primera temporada. Tras su cesión, fue considerado con más frecuencia en el primer equipo y llegó en dos años a 18 partidos de segunda división, en los que pudo marcar 7 goles. También jugó 15 partidos en el campeonato estatal.

### Club de Regatas Vasco da Gama
Para la temporada del calendario 2013 fue cedido al Vasco da Gama. Durante esta temporada hizo su debut en el Campeonato Brasileño de Serie A, la máxima división del país.

### Al-Wasl Football Club
Para la temporada 2014/15, el equipo de primera división al-Wasl fichó al brasileño por dos años en Dubái. Lima jugó 24 de 26 partidos de liga en su temporada de debut, anotando 16 goles y sirviendo seis más. En la temporada siguiente fue utilizado en todos los partidos de la Liga, se enfrentó veinte veces en redes contrarias y asistió cinco veces. A pesar de estas actuaciones, al-Wasl fue solo sexto en ambas ocasiones. Sin embargo, debido a sus buenas actuaciones, fue uno de los tres jugadores en la lista de finalistas para el premio "Jugador extranjero del año" para la temporada 15/16. El 8 de diciembre de 2016, en el partido de liga contra Dibba al-Fujairah, logró un paquete de cuatro por primera vez. Al final de la temporada hubo 25 goles y 5 asistencias. Además, fue nombrado "Jugador extranjero del año de la AGL de los EAU" por primera vez y se clasificó para la Liga de Campeones de la AFC 2018 por primera vez con al-Wasl.

## Carrera internacional
En febrero de 2020, Lima obtuvo la ciudadanía emiratí. El 12 de octubre de 2020, hizo su debut internacional con los Emiratos Árabes Unidos en un partido amistoso contra Uzbekistán.

## Controversia sobre su nacionalidad
Lima jugó hasta 2015 en el fútbol emiratí con un pasaporte uzbeko falsificado, el cual le permitía figurar como asiático y ocupar así el cupo reservado a jugadores oriundos de Asia. Al develarse el engaño, accedió a un pasaporte palestino, el cual le permitió mantener su condición de asiático.

## Estadística de carrera
A 4 de noviembre de 2021.
| Club                  | Temporada | Liga     | Liga  | Liga   | Copa Presidente de EAU | Copa Presidente de EAU | Copa Presidente de EAU | Liga de Campeones AFC | Liga de Campeones AFC | Liga de Campeones AFC | Otro     | Otro  | Otro   | Total    | Total | Total  |
| Club                  | Temporada | Partidos | Goles | Asist. | Partidos               | Goles                  | Asist.                 | Partidos              | Goles                 | Asist.                | Partidos | Goles | Asist. | Partidos | Goles | Asist. |
| --------------------- | --------- | -------- | ----- | ------ | ---------------------- | ---------------------- | ---------------------- | --------------------- | --------------------- | --------------------- | -------- | ----- | ------ | -------- | ----- | ------ |
| ADRC Icasa            | 2011      | 11       | 0     | 0      | ~                      | ~                      | ~                      | ~                     | ~                     | ~                     | ~        | ~     | ~      | 11       | 0     | 0      |
| Vasco da Gama         | 2013      | 1        | 0     | 0      | ~                      | ~                      | ~                      | ~                     | ~                     | ~                     | ~        | ~     | ~      | 1        | 0     | 0      |
| AC Goianiense         | 2013      | 10       | 5     | 3      | ~                      | ~                      | ~                      | ~                     | ~                     | ~                     | ~        | ~     | ~      | 10       | 5     | 3      |
| AC Goianiense         | 2014      | 8        | 2     | 0      | ~                      | ~                      | ~                      | ~                     | ~                     | ~                     | ~        | ~     | ~      | 8        | 2     | 0      |
| AC Goianiense         | Total     | 18       | 7     | 3      | ~                      | ~                      | ~                      | ~                     | ~                     | ~                     | ~        | ~     | ~      | 18       | 7     | 3      |
| Al-Wasl Football Club | 2014–15   | 24       | 16    | 8      | ~                      | ~                      | ~                      | ~                     | ~                     | ~                     | ~        | ~     | ~      | 24       | 16    | 8      |
| Al-Wasl Football Club | 2015–16   | 26       | 20    | 7      | ~                      | ~                      | ~                      | ~                     | ~                     | ~                     | ~        | ~     | ~      | 26       | 20    | 7      |
| Al-Wasl Football Club | 2016–17   | 26       | 25    | 7      | ~                      | ~                      | ~                      | ~                     | ~                     | ~                     | ~        | ~     | ~      | 26       | 25    | 7      |
| Al-Wasl Football Club | 2017–18   | 21       | 19    | 6      | ~                      | ~                      | ~                      | 4                     | 2                     | 0                     | ~        | ~     | ~      | 25       | 21    | 6      |
| Al-Wasl Football Club | 2018–19   | 19       | 13    | 4      | ~                      | ~                      | ~                      | 3                     | 1                     | 0                     | ~        | ~     | ~      | 22       | 14    | 4      |
| Al-Wasl Football Club | 2019–20   | 19       | 12    | 4      | ~                      | ~                      | ~                      | ~                     | ~                     | ~                     | ~        | ~     | ~      | 19       | 12    | 4      |
| Al-Wasl Football Club | 2020-21   | 23       | 22    | 7      | ~                      | ~                      | ~                      | ~                     | ~                     | ~                     | 1        | 1     | 0      | 24       | 23    | 7      |
| Al-Wasl Football Club | 2021-22   | 7        | 1     | 2      | ~                      | ~                      | ~                      | ~                     | ~                     | ~                     | 2        | 1     | 0      | 9        | 2     | 2      |
| Al-Wasl Football Club | Total     | 165      | 128   | 45     | ~                      | ~                      | ~                      | 7                     | 3                     | 0                     | 3        | 2     | 0      | 175      | 133   | 45     |
| Total                 | Total     | 195      | 135   | 48     | ~                      | ~                      | ~                      | 7                     | 3                     | 0                     | 3        | 2     | 0      | 205      | 140   | 48     |

### Goles internacionales
| No. | Fecha                   | Estadio                                       | Adversario | Puntaje | Resultado | Competencia                                                                                |
| --- | ----------------------- | --------------------------------------------- | ---------- | ------- | --------- | ------------------------------------------------------------------------------------------ |
| 1   | 29 de marzo de 2021     | Zabeel, Dubái                                 | India      | 5–0     | 6–0       | Partido amistoso                                                                           |
| 2   | 3 de junio de 2021      | Zabeel, Dubái                                 | Malasia    | 2–0     | 4–0       | Segunda Ronda de la Clasificación de AFC para la Copa Mundial 2022 y la Copa Asiática 2023 |
| 3   | 3 de junio de 2021      | Zabeel, Dubái                                 | Malasia    | 4–0     | 4–0       | Segunda Ronda de la Clasificación de AFC para la Copa Mundial 2022 y la Copa Asiática 2023 |
| 4   | 7 de junio de 2021      | Zabeel, Dubái                                 | Tailandia  | 2–0     | 3–1       | Segunda Ronda de la Clasificación de AFC para la Copa Mundial 2022 y la Copa Asiática 2023 |
| 5   | 11 de junio de 2021     | Zabeel, Dubái                                 | Indonesia  | 2–0     | 5–0       | Segunda Ronda de la Clasificación de AFC para la Copa Mundial 2022 y la Copa Asiática 2023 |
| 6   | 11 de junio de 2021     | Zabeel, Dubái                                 | Indonesia  | 4–0     | 5–0       | Segunda Ronda de la Clasificación de AFC para la Copa Mundial 2022 y la Copa Asiática 2023 |
| 7   | 19 de noviembre de 2022 | Al-Nahyan, Abu Dabi                           | Kazajistán | 1–0     | 2–1       | Partido amistoso                                                                           |
| 8   | 19 de noviembre de 2022 | Al-Nahyan, Abu Dabi                           | Kazajistán | 2–1     | 2–1       | Partido amistoso                                                                           |
| 9   | 13 de enero de 2023     | Olímpico Al-Minaa, Basora                     | Catar      | 1–0     | 1–1       | Copa de Naciones del Golfo de 2023                                                         |
| 10  | 16 de noviembre de 2023 | Al-Maktoum, Dubái                             | Nepal      | 4–0     | 4–0       | Segunda ronda de la Clasificación de AFC para la Copa Mundial 2026 y la Copa Asiática 2027 |
| 11  | 26 de marzo de 2024     | Prince Saud bin Jalawi Sports City, Al Kobhar | Yemen      | 1–0     | 3–0       | Segunda ronda de la Clasificación de AFC para la Copa Mundial 2026 y la Copa Asiática 2027 |
| 12  | 26 de marzo de 2024     | Prince Saud bin Jalawi Sports City, Al Kobhar | Yemen      | 2–0     | 3–0       | Segunda ronda de la Clasificación de AFC para la Copa Mundial 2026 y la Copa Asiática 2027 |
| 13  | 19 de noviembre de 2024 | Al-Nahyan, Abu Dabi                           | Catar      | 1–0     | 5–0       | Segunda ronda de la Clasificación de AFC para la Copa Mundial 2026 y la Copa Asiática 2027 |
| 14  | 19 de noviembre de 2024 | Al-Nahyan, Abu Dabi                           | Catar      | 2–0     | 5–0       | Segunda ronda de la Clasificación de AFC para la Copa Mundial 2026 y la Copa Asiática 2027 |
| 15  | 19 de noviembre de 2024 | Al-Nahyan, Abu Dabi                           | Catar      | 3–0     | 5–0       | Segunda ronda de la Clasificación de AFC para la Copa Mundial 2026 y la Copa Asiática 2027 |
| 16  | 19 de noviembre de 2024 | Al-Nahyan, Abu Dabi                           | Catar      | 4–0     | 5–0       | Segunda ronda de la Clasificación de AFC para la Copa Mundial 2026 y la Copa Asiática 2027 |

### Hat-tricks
| 1  | 23 de noviembre de 2013 | Municipal dos Amaros, Itápolis | Oeste FC - AC Goianiense    |  | 2 - 4 | Serie B 2013                                                      |
| 2  | 7 de marzo de 2015      | Ittihad Kalba Club, Kalba      | Kalba SC - Al-Wasl FC       |  | 1 - 6 | Liga Árabe del Golfo 2014-15                                      |
| 3  | 8 de diciembre de 2016  | Zabeel, Dubái                  | Al-Wasl FC - Dibba FC       |  | 8 - 0 | Liga Árabe del Golfo 2016-17                                      |
| 4  | 22 de diciembre de 2016 | Zabeel, Dubái                  | Al-Wasl FC - Hatta Club     |  | 4 - 1 | Liga Árabe del Golfo 2016-17                                      |
| 5  | 22 de enero de 2018     | Emirates Club, Ras al Jaima    | Emirates Club - Al-Wasl FC  |  | 1 - 4 | Liga Árabe del Golfo 2017-18                                      |
| 6  | 1 de noviembre de 1018  | Zabeel, Dubái                  | Al-Wasl FC - Fujairah FC    |  | 6 - 3 | Liga Árabe del Golfo 2018-19                                      |
| 7  | 30 de noviembre de 2019 | Zabeel, Dubái                  | Al-Wasl FC - Ajman Club     |  | 3 - 2 | Copa de la Liga de EAU 2019-20                                    |
| 8  | 2 de enero de 2020      | Zabeel, Dubái                  | Al-Wasl FC - Baniyas Club   |  | 5 - 1 | Liga Árabe del Golfo 2019-20                                      |
| 9  | 19 de febrero de 2021   | Zabeel, Dubái                  | Al-Wasl FC - Kalba SC       |  | 4 - 4 | Liga Árabe del Golfo 2020-21                                      |
| 10 | 8 de octubre de 2022    | Zabeel, Dubái                  | Al-Wasl FC - Al-Dhafra Club |  | 4 - 0 | UAE Pro League 2022-23                                            |
| 11 | 19 de noviembre de 2024 | Al-Nahyan, Abu Dabi            | EAU - Catar                 |  | 5 - 0 | Clasificación de AFC para el Mundial 2026 y la Copa Asiática 2027 |